# Alexander Milne Calder

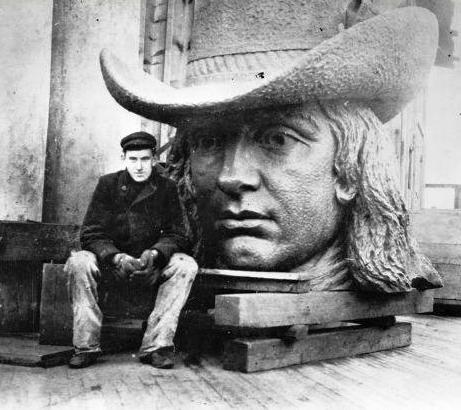
Alexander Milne Calder mit dem Kopf seiner Statue von William Penn, die heute auf dem Rathaus von Philadelphia steht. Alexander Milne Calder, der Großvater von Alexander Calder, gewann 1874 den Wettbewerb für die Skulptur des William Penn.

Alexander Milne Calder (* 23. August 1846 in Aberdeen, Schottland; † 4. Juni 1923 in Pennsylvania, USA) war ein schottisch-amerikanischer Bildhauer, der vor allem für seine umfangreichen Skulpturen am Rathaus von Philadelphia bekannt ist.

## Leben

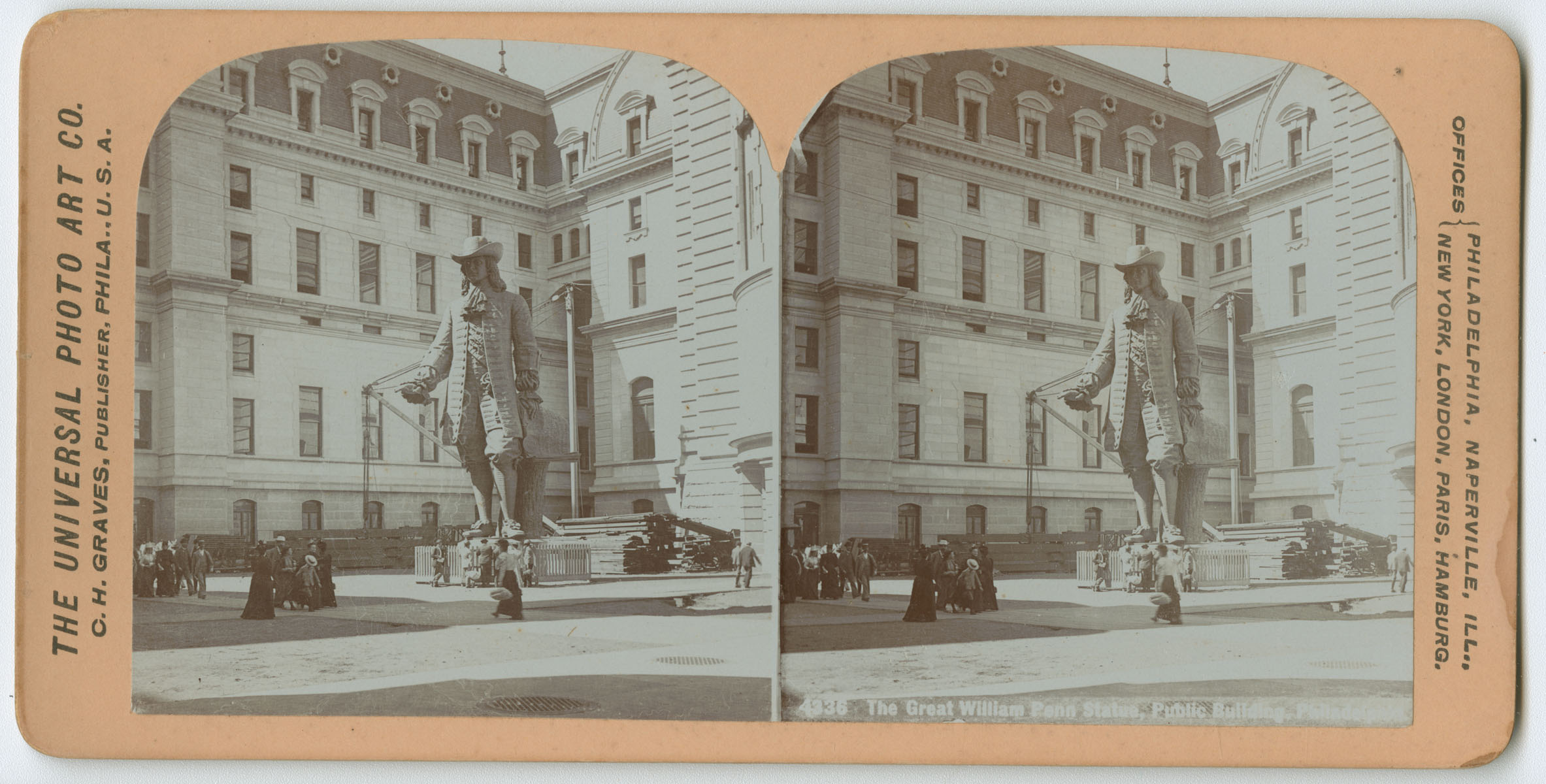
Nahaufnahme der Statue von William Penn in der Broad Street in Philadelphia vor der Aufstellung auf dem Rathaus (ca. 1892–1894)

Alexander Milne Calder wurde als Sohn eines Steinmetzes im schottischen Aberdeen geboren. Während seines Studiums an der Royal Academy in Edinburgh arbeitete er für den Bildhauer John Rhind. Später ging er nach London, wo er am Albert Memorial arbeitete. 1868 wanderte er in die Vereinigten Staaten aus und ließ sich in Philadelphia nieder. Dort studierte er bei Joseph A. Bailly und an der Pennsylvania Academy of Fine Arts. 1873 wurde Alexander Milne Calder von dem Architekten John McArthur Jr. beauftragt, Modelle für die Skulpturen des Rathauses von Philadelphia anzufertigen. Dieser Auftrag umfasste mehr als 250 Marmor- und Bronzeskulpturen und nahm zwanzig Jahre seines Schaffens in Anspruch. Zu seinen bedeutendsten Werken zählt das 11 Meter hohe und 27 Tonnen schwere Standbild von William Penn, das 1894 auf dem Turm des Rathauses aufgestellt wurde und bis heute die größte an einem Gebäude angebrachte Skulptur der Welt ist. Die Statue von William Penn – Quäker und Gründer von Pennsylvania – wurde bereits 1892 fertiggestellt. Die Skulptur ist eines der bekanntesten Wahrzeichen Philadelphias. Für ihre Restaurierung im Jahr 2017 wurden mehr als 4500 Liter deionisiertes Wasser, 56 Liter einer speziellen Wachsschicht und rund 800 Arbeitsstunden benötigt. Die Bronzeskulptur, die 152 Meter über dem Bürgersteig steht und mehr als 27 Tonnen wiegt, wurde zuletzt 2007 behandelt. Im Jahr 2017 wurde der 125. Jahrestag der Aufstellung der Skulptur gefeiert. Das Projekt wurde von den Moorland Studios aus Stockton, New Jersey, durchgeführt. Das Projekt wurde aus privaten Mitteln, städtischen Geldern und einem Zuschuss der National Endowment for the Arts finanziert.

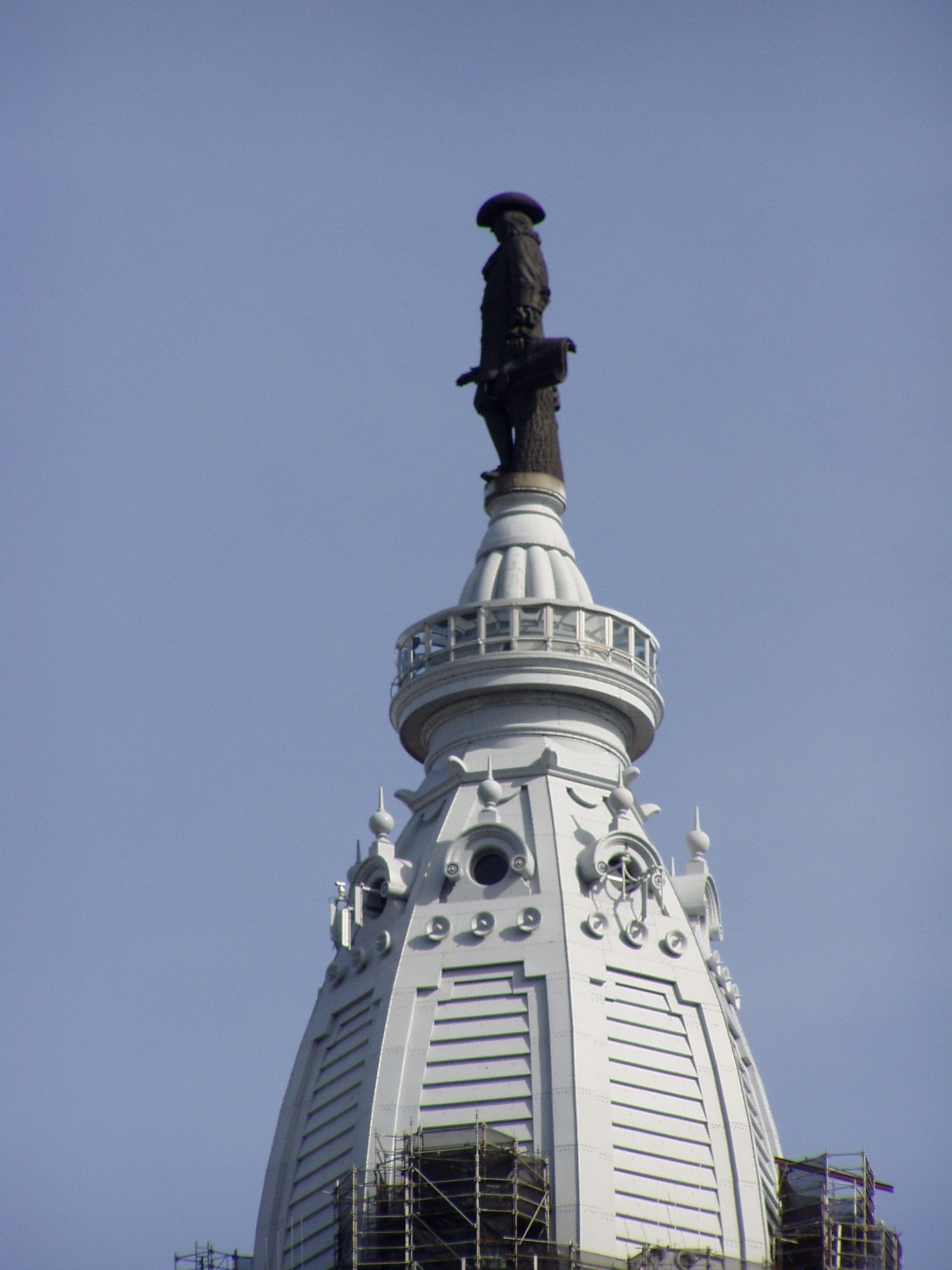
Alexander Milne Calder: William Penn, 1892. Philadelphia City Hall

Unterhalb von William Penn stehen acht kolossale Bronzestatuen, die amerikanische Ureinwohner, schwedische Siedler und Adler darstellen. Die allegorischen Skulpturen rund um das Gebäude stellen die Geschichte, die Völker der Welt und die Natur dar. Weitere Werke sind das Reiterstandbild von Generalmajor George Gordon Meade im Fairmount Park (1887) und das Grabmal für William Warner auf dem Laurel Hill Cemetery (1889).
Alexander Milne Calder war bekannt für seinen naturalistischen Stil und seine Fähigkeit, monumentale Skulpturen mit viel Liebe zum Detail zu schaffen. Sein Werk hatte großen Einfluss auf die öffentliche Kunst in Philadelphia und setzte Maßstäbe für die Bauplastik in den Vereinigten Staaten. Auch Alexander Milne Calders Sohn und Enkel waren Bildhauer: Alexander Stirling Calders Skulptur steht am Logan Circle und Alexander „Sandy“ Calders monumentales Ghost Mobile hängt in der Grand Stair des Philadelphia Museum of Art.